# Värdedepå

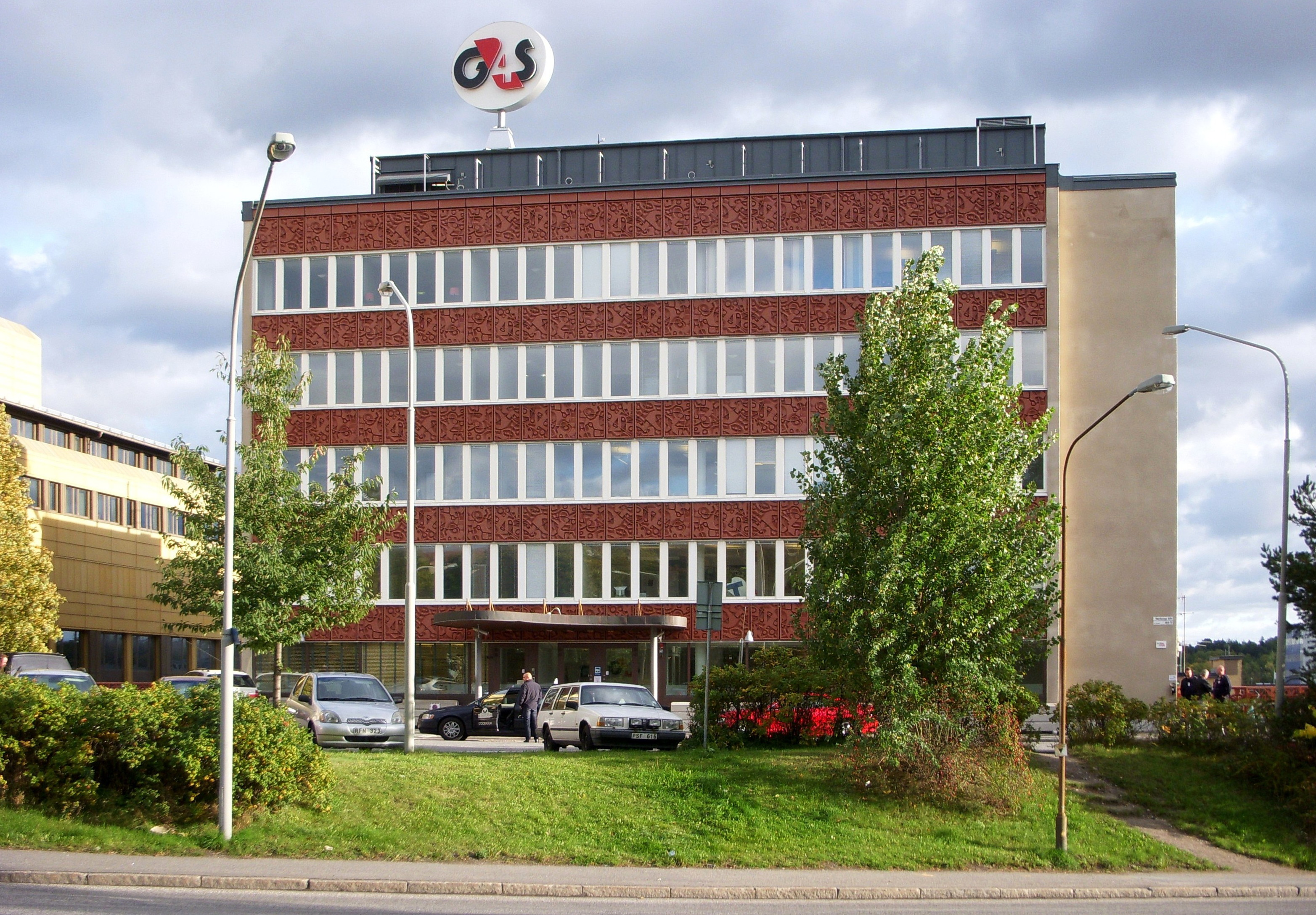
G4S:s kontanthanteringsdepå i Västberga.

En värdedepå är en plats eller depå för förvaring av värdesaker. I en kontanthanteringsdepå förvaras kontanta pengar som skall räknas och distribueras av ett bevakningsföretag till exempelvis banker och penningautomater.

## Svenska förhållanden
Fram till 2000-talet skötte Sveriges riksbank landets kontanthanteringskontor. Sedan var det meningen att marknaden (bankerna) skulle ta hand om den dyra kontanthanteringen. År 2002 hade Riksbanken 14 värdedepåer, året därpå fanns bara fyra kvar. År 2009 hade Riksbanken två kontanthanteringskontor, ett i Tumba och ett i Mölndal. På sikt planerades båda stängas och ersättas av ett nytt och säkert kontanthanteringskontor. Där planerade Riksbanken sköta all sin kontanthantering, alltså makulering av gamla sedlar och mynt samt distribution av nytryckta sedlar.
Efter en lagändring den 1 juli 2010 klassas värdedepåer i Sverige som skyddobjekt., vilket innebär till exempel fotoförbud, kameraövervakning och möjlighet till polisskydd.